# ケイデンス・オブ・ハイラル: クリプト・オブ・ネクロダンサー feat. ゼルダの伝説
『ケイデンス・オブ・ハイラル: クリプト・オブ・ネクロダンサー feat. ゼルダの伝説』（ケイデンス オブ ハイラル クリプト オブ ネクロダンサー フィーチャリング ゼルダのでんせつ、英題：Cadence of Hyrule - Crypt of the NecroDancer Featuring The Legend of Zelda）は、カナダのインディーゲームスタジオBrace Yourself Gamesが開発したNintendo Switch用ゲームソフト。発売元は、日本ではスパイク・チュンソフトが、日本以外では任天堂が担当している。

## 概要
Brace Yourself Games開発による音楽ゲームの要素を含むローグライクゲーム『クリプト・オブ・ネクロダンサー』（以下「ネクロダンサー」と略記）と、任天堂が展開するアクションアドベンチャーゲーム『ゼルダの伝説』シリーズ（以下「ゼルダシリーズ」と略記）とのコラボレーション作品。2019年3月20日にアメリカで開催されたゲーム開発者向けイベント「Game Developers Conference 2019」で公開され、任天堂のアメリカ法人Nintendo of Americaが同日に配信したインターネット放送「Nindies Showcase Spring 2019」の中でも紹介された。
本作では、ゼルダシリーズの主要な舞台であるハイラル王国を救う戦いが展開される。ゲームシステムはネクロダンサーのものを踏襲しており、ランダム生成されたフィールドでゼルダシリーズのリミックス楽曲などのリズムに合わせて移動や攻撃・防御等を行う。操作キャラクターとして、ネクロダンサーからは主人公ケイデンスが、ゼルダシリーズからはリンクとゼルダが登場し、2019年12月19日配信の無料アップデートで追加されたアナザーストーリー「オクターヴォオデッセイ」（英題：Octavo's Ode）では、本編で敵として登場するキャラクター・オクターヴォが操作キャラクターとなる。また、2020年7月21日より順次発売される有料DLC「新たなる挑戦者たち」「リミックスメロディパック」「仮面交響曲」の購入により新たなキャラクター・BGM・シナリオが追加される。
2020年10月23日には、全てのDLCを含むパッケージ版が発売された。

## システム
本作は1人プレイと2人同時プレイに対応している。ストーリーモード冒頭ではケイデンス1人を操作し、途中でリンクルートとゼルダルートのいずれかを選択することになる。選択後、1人プレイ時にはリンクまたはゼルダ、2人プレイ時にはケイデンスとリンクまたはケイデンスとゼルダを操作キャラクターとしてゲームが再開し、冒険を進めることで他のキャラクターも仲間に加わる。各地にあるワープ地点「シーカーストーン」では、操作キャラクターの変更を行うことができる。なお、ゲーム開始前の設定で「固定キャラクターモード」を選択すると最終ボス戦を除き特定のキャラクターだけでプレイ可能となる。
操作キャラクターがいるエリア内に敵がいない場合は自由に移動できるが、敵がいる場合はBGMのビートを刻むゲージ「ビートフォース」が画面上に表示され移動や攻撃などの行動が制限される。リズムに合わせて操作すれば行動が実行されるが、合わなければミスとなり操作がキャンセルされる。一方、敵も同様にリズムに合わせて行動をとる。なお、設定変更により、音楽ゲーム要素を排し一般的なローグライクゲームのようにする「ノービートモード」やビートの速度が2倍になる「ダブルタイムモード」にすることもできる。
装備アイテムは常時装備するものと選択して装備するものがある。常時装備アイテムは武器、スコップ、たいまつ、ゆびわ、ブーツの5つに大別され、それぞれ多くの種類がある。武器以外には耐久力が設定されており、使い続けたりダメージを受け続けたりするとゲージが減少し全て尽きると消滅する。また防具として、ケイデンスとリンクは盾、ゼルダは魔力を消費して発動させる「ネールの愛」を用いる。一方、選択装備アイテムはバクダン・弓矢などの武器や一部アイテムを収納するあきビンなど様々なものがあり、最大4つまでセットできる。また、各キャラクターは魔力を消費して発動させる専用技を持っている。
ライフが尽きるとゲームオーバーとなり、武器と防具を除く常時装備アイテムとルピー（通貨）が全て失われる。ゲーム再開前には、フィールド上の各区画で敵を全滅させた際などに手に入るダイヤの一定数と引き換えに「運命の巫女」からアイテムを入手でき、その後、任意のシーカーストーンの場所から再開する。
ゲームクリア時の結果は「リーダーボード」にアップロードされ、クリア時間とステップ数の2つの基準で順位付けされる。なお、前述のノービートモードに設定した際のクリア結果は通常のものと別集計となる。
2019年12月19日配信のアップデートにより「ダンジョンモード」が新たに追加された。このモードは複数の階層を1セットとするダンジョンを次々と攻略していく内容で、合間にはボス戦も行われる。なお、プレイするには通常モードをクリアする必要がある。
2020年7月21日配信の有料DLC「新たなる挑戦者たち」を購入すると「オールキャラモード」が追加される。このモードは上記の「ダンジョンモード」を8人の操作キャラクターで順番に攻略していく内容になっている。
2020年9月24日配信の有料DLC「仮面交響曲」を購入すると「アリーナモード」と「パズルモード」が追加される。これらは「仮面交響曲」のダンジョンとして登場する「ゲルドアリーナ」と「嵐のようさい」の内容を単独で取り出し任意のキャラクターで遊べるようにしたもので、前者はフロア内に出現する敵を全滅させながら深い階層を目指すモード、後者はパズル要素の強いフロアの攻略を目指すモードになっている。プレイ終了時のスコアをリーダーボードに登録できる。

## 登場キャラクター

### プレイヤーキャラクター

#### ストーリーモード
ケイデンス (Cadence)
声：伊藤美紀（日本語版のムービーシーン）、Elspeth Eastman
ハイラル王国の神の力「トライフォース」により異世界（クリプト）から召喚された女性。王国を乗っ取った異人・オクターヴォの野望を阻止すべく冒険し、元の世界への帰還を目指す。
専用技「シャベルストライク」は、前方3x2のエリアの敵を攻撃し同時に壁を掘る。
リンク (Link)
声：Caitlyn Bairstow
ハイラル王家を守る勇者。神の力の一つ「勇気のトライフォース」を宿している。
専用技「回転斬り」は、1ビート以上溜めた後に周囲を一度に攻撃する。
ゼルダ (Zelda)
声：Stephanie Martone
ハイラル王家の姫。神の力の一つ「知恵のトライフォース」を宿している。
専用技「ディンの炎」は、発生させた炎を自由に操作し敵などに当てることができる。

#### オクターヴォオデッセイ
オクターヴォ (Octavo)
「オクターヴォオデッセイ」の主人公。「ボスキャラクター」の項目を参照。

#### 「新たなる挑戦者たち」の追加キャラクター
アリア (Aria)
ケイデンスの祖母。ネクロダンサーのキャラクター。
使用武器は前方近距離を攻撃するダガーのみ。ビートから外れた行動をとるとダメージを受ける。最大ライフは1/2個分で固定されており、ダメージを受けると、ライフ0で復活できる妖精を所持していない限り即ゲームオーバーとなる。
ショップキーパー (Frederick)
店でアイテムを販売する商人。ネクロダンサーのキャラクター。ゲームプレイ時には、一部の効果音が男性コーラスを用いた専用のものになる。
8ビートごとに所持ルピーが1ずつ減っていき、0になるとライフが強制的に1/2個分まで減る。逆に、ライフが0になるダメージを受けた場合は、ルピーを全て失う代わりに1/2個分で踏みとどまる。
専用技「みわくのうたごえ」は、周囲の敵を1マス分吹き飛ばし混乱させる。
インパ (Impa)
ゼルダの目付。ゼルダシリーズのキャラクター。
2マス先の敵を攻撃できる「スピア」系の武器を用い、スピアを前方に構えたまま移動できる「たつじんの構え」も用いる。また、攻撃中に時折敵をすり抜けることがある。
専用技「ナギナタチャージ」は、一歩踏み出しながら3マス先の敵を攻撃できる。
シャドウリンク (Shadow Link)
リンクの影。敵としても登場する。
リンクとほぼ同じ能力を持つ。専用技「影の回転斬り」はリンクの「回転斬り」と似ているが、力を溜めている間に敵を引き寄せる効果がある。
シャドウゼルダ (Shadow Zelda)
ゼルダの影。敵としても登場する。
ゼルダとほぼ同じ能力を持つ。専用技「影のネールの愛」は飛び道具を含む敵の攻撃を反射できる。

#### 仮面交響曲
スタルキッド (Skull Kid)
「仮面交響曲」の主人公。ゼルダシリーズのキャラクター。
数年前に迷い込んだ森の中の村「デクの村」で暮らしていたが、世界の支配をもくろむガノンを討伐する使命を村の守護樹「デクの樹サマ」から託され冒険に出る。
専用技「仮面のチカラ」は、冒険の中で入手する以下の仮面のいずれかを選んで装着し固有能力を発揮できる。
- デクナッツの仮面 - 頭突きで近接攻撃する。地面に潜って敵の攻撃を無効化でき、地上に出る時に前方へ種を吐き出す。
- ドクロの仮面 - 槍で2マス先までの敵を攻撃する。たまに敵を一撃で倒すことがある。与えたダメージの半分だけライフが回復する技「吸収撃」も用いる。
- ゾーラの仮面 - レイピアで近接攻撃し、周囲ランダム2方向に氷の球を発射する「ゾーラアイスショット」も行う。通常入ることができない水深の深い水中を泳げるようになる。
- ゴロンの仮面 - フレイルで周囲を攻撃する。溶岩や爆発のダメージを無効化し、丸まって自動で前方に転がり何かにぶつかるまで敵の攻撃を受け付けない「ゴロンボール」も用いる。
- タートナックの仮面 - ブロードソードで前方広範囲を攻撃する。前方からの攻撃を無効化できる。
- まことの仮面 - ダガーで近接攻撃し、近くの敵に自動でビームを発射する攻撃も行う。宝箱を開ける前に中身を確認できる。

### 仲間キャラクター・種族・民族
トリル (Trill)
リンクとゼルダの友達である妖精。冒険に同行し、折に触れて様々なアドバイスを送る。
ゾーラ族
ハイリア湖に住む半魚人のような種族。オクターヴォの所業により、一族の王子が眠りについている。
ゲルド族
砂漠地帯にある集落に住む民族。集落の屋敷の中には、オルガンを演奏している「ゲルド族の王子」がいる。
ゴロン族
黄土色の体色をした巨大な体躯を持つ種族。洞窟の中で1体がバクダンなどを販売している。作品内では他の同族は登場しない。
ダンペイ
カカリコ村の墓守。村の外で倒れていたリンクまたはゼルダを見つけ自宅で寝かせる。
チンクル (Tingle)
「迷いの森」で眠っている緑色の衣を着た男性。森の中で進路を示す装置「チンクルたんちき」を手渡す。

### ボスキャラクター
オクターヴォ (Octavo)
声：前田雄（日本語版「オクターヴォオデッセイ」のムービーシーン）、イアン・ハンリン
ハイラル王国を訪れ支配者となった音楽家。トライフォースの力が宿る楽器「黄金のリュート」の音色によりハイラル国王やリンク、ゼルダなどを眠らせる。
戦闘時にはフロア内を転移しながら様々な敵を召喚するほか、触れるとダメージを受ける剣型のマークが上から下へ流れてくる。
通常モードのクリア後にプレイ可能の「オクターヴォオデッセイ」では操作キャラクターとなる。自身の運命を改変すべく占い師の老婆から「運命の糸」を奪ったオクターヴォは、配下とする楽器を求めてハイラルを巡り、将来現れるとされる怪物・ガノンの打倒を目指す。
通常モードとは異なり武器は初期装備の「黄金のリュート」のみで、周囲の敵を一度に攻撃することができる。また、魔力を消費する専用の特殊技として、前方3列に火の玉を発射する「ファイアボール」と一定時間ビートを無視して行動できる「ヘイスト」がある。
四獣奏 (four champions)
オクターヴォが「まほうの楽器」から創り出した怪物。各地のダンジョンの最奥で戦うことになる。
ウィズローボエ (Wizzroboe)
「氷の洞穴」のボスでオーボエの化身。ゼルダシリーズの魔導士の敵「ウィズローブ」に類似している。
転移しながら氷の結晶を放ち地面を凍らせる。氷の弾を発射する敵「アイスウィズローブ」もフロア内に多く出現する。
ギタアモスナイト (Bass Guitarmos Knights)
「砂漠のこう山」のボスでベースギターの化身。青色の1体と赤色の4体。ゼルダシリーズの石像の敵「アモス」に類似している。
巨大な5体が横に並びながら上下に動いて体当たりし、時折離れた場所から急襲する。
ゴーマラカス (Gohmaracas)
「闇の沼」のボスでマラカスの化身。ゼルダシリーズの単眼多脚の敵「ゴーマ」に類似している。
画面上部で左右に動きながら、一直線上を攻撃するレーザーや触れると拘束される糸玉を前方に発射する。また、小型の敵「幼生ゴーマラカス」を複数放出する。
グリオーケンシュピール (Gleeokenspiel)
「嵐の神殿」のボスでグロッケンシュピールの化身。ゼルダシリーズの竜のボス「グリオーク」に類似している。
4つ首のそれぞれが火の玉や電撃を吐く。攻撃を続けると頭部が胴体を離れ独立して動き回る。
ガノン (Ganon)
未来のハイラル王国を支配する怪物。オクターヴォから黄金のリュートを奪い、リンクとゼルダが持つトライフォースも手にしようと画策する。
体の周囲にバリアを張り、オルガンを演奏しつつフロア内を転移する。一般の敵キャラクターも多数出現する。
戦闘はケイデンス、リンク、ゼルダの3人で臨むことになる。非操作キャラクターは他のキャラクターと同じ動きをするが、移動中にガノンの攻撃で氷漬けにされることがある。
ネクロダンサー (NecroDancer)
「オクターヴォオデッセイ」にて、未来のハイラル城に現れる老人。オクターヴォの未来の姿。ガノンになるはずの者を倒したと豪語し、ハイラルの支配をもくろむ。
周囲を炎で包んだ状態でフロア内を転移し、前方3列に電撃を放つ攻撃や一部地形を毒地形などに変化させる攻撃のほか、オクターヴォと同様に「ファイアボール」と「ヘイスト」を使用する。フロア内には一般の敵キャラクターも多数出現するが、途中からは4種の楽器もフロアに現れ地形の状態を変化させる。
キングドボンゴ (King Dobongo)
「仮面交響曲」にて、ゲルドの集落の闘技場「ゲルドアリーナ」の最終フェーズに登場するボンゴの怪物。ゼルダシリーズの竜のボス「キングドドンゴ」に類似している。
闘技場内をゆっくり歩き回りながら炎を吐きだす。戦闘中には一般の敵の「ボコブリン」も出現し、戦闘が進むにつれて出現数が増加していく。
シントーヴァ (Synthrova)
「仮面交響曲」にて、デスマウンテンの建築物「嵐のようさい」の最奥にある巨大なシンセサイザー。ゼルダシリーズの双子の老魔導士のボス「ツインローバ」のような2人の人物がディスプレイに映し出される。
本体から伸びる6本のコードを通じて部屋の床にエネルギーが供給されており、これらを断線させることが戦闘の目的となる。戦闘中には一般の敵が次々と現れるほか、炎や氷による広範囲攻撃も行われる。
スカルガノン (Skull Ganon)
「仮面交響曲」にて、ハイラル城にやってきたスタルキッドからドクロの仮面を奪って装着し力を得たガノン。
戦闘中には一般の敵が次々と現れ、時折ガノンがその巨体で急襲する。ガノンが仮面を装着している時にはダメージを与えられない。

## 開発
『クリプト・オブ・ネクロダンサー』の発売後、同作のファンの手によりゼルダシリーズを題材としたMODが作成され、ファンやBrace Yourself Gamesのスタッフの間で好評を博していた。このことを受け、ネクロダンサーのリズムアクション要素はゼルダシリーズと相性が良いと考えたスタッフは、コラボレーションに向けた企画を立案した。
ネクロダンサーはそれまで、日本で発売元を務めるスパイク・チュンソフトと組み、同社タイトルの『風来のシレン』シリーズや『ダンガンロンパ』シリーズなどとコラボレーションしていたが、最後のDLCとしてゼルダシリーズとコラボレーションしたいという話がまとまり、スパイク・チュンソフトが任天堂へ企画を持ち込んだ。そこで企画内のアイデアの豊富さを見た任天堂から「DLCではなく単体でゲームにできるのではないか」との話があり、また任天堂が元々ネクロダンサーを気に入っていて意気投合したことから本作の開発が開始された。

## 受賞・ノミネート
- Golden Joystick Awards 2019 「Best Audio」「Nintendo Game of the Year」ノミネート[16]
- The Game Awards 2019（英語版） 「Best Score/Music」ノミネート[17]
- 2019 NAVGTR Awards（英語版） 「Game, Music or Performance-Based」受賞[18]
- 18th Annual G.A.N.G. Awards 「G.A.N.G. / MAGFest People's Choice Award」受賞[19]